# Benarés

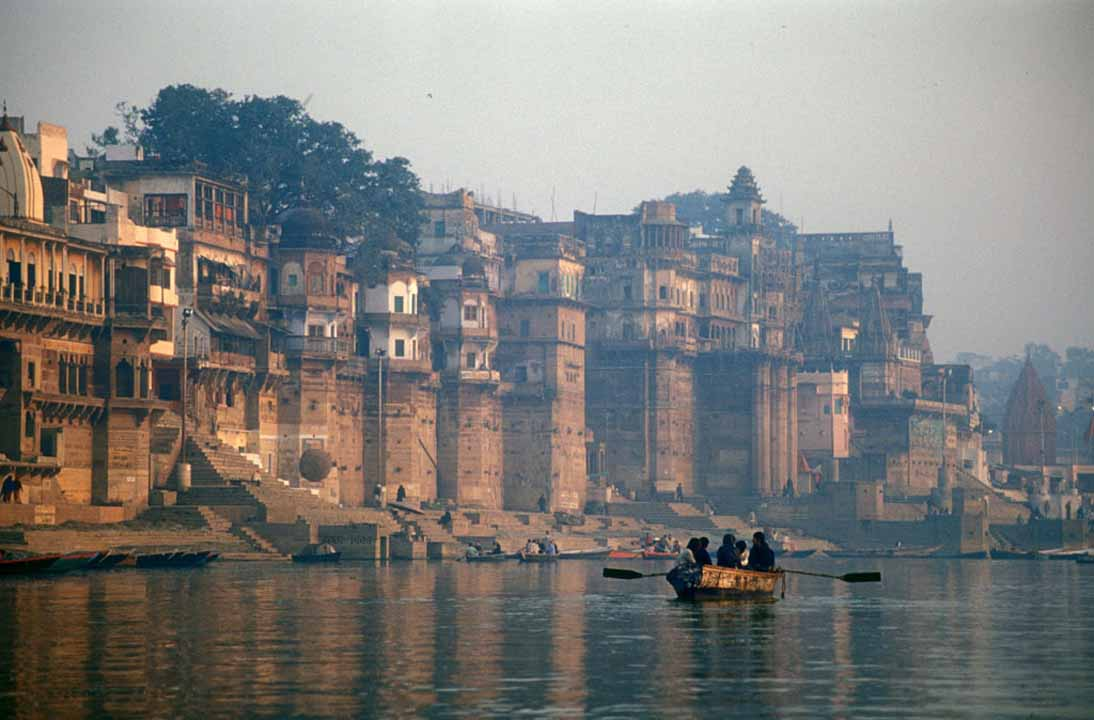
Ghats i edificis a la vora del Ganges.

Benarés (hindi: बनारस; urdú: بنارس, Banāras), dita igualment Varanasi (sànscrit: वाराणसी Vārāṇasī) o Kashi (hindi: काशी; urdú: کاشی), és una ciutat del nord de l'Índia situada a la riba del Ganges i centre de les tradicions de pelegrinatge, la mort i el dol en el món hindú. Es troba a l'estat d'Uttar Pradesh, capital de la divisió de Benarés, del districte de Benarés i del tehsil de Benarés. És ciutat sagrada de la regió hindú, i també sacre per a jainistes i sintoistes. És una de les poblacions habitades contínuament més antigues del món. El maharajà de Benarés, o Kashi Naresh, és el cap cultural i patró de les cerimònies religioses.

## Nom
El nom derivaria de dos rius: Varuna i Assi que s'uneixen al Ganges pel nord i sud. Altres noms de la ciutat al llarg dels segles foren Avimuktaka, Anandakanana, Mahasmasana, Surandhana, Brahma Vardha, Sudarsana, Ramya i Kasi.

## Superfície i població
La ciutat cobreix una superfície de 112,26 km². La població (cens del 2001) és d'1.371.749 habitants. El 1872 tenia 175.188 habitants, el 1881 la població era de 193.025 habitants (o 214.758 amb l'àrea metropolitana), el 1891 de 219.467, i el 1901 de 209.331. L'aeroport de Varanasi o Babatpur airport és a uns 25 km de la ciutat.

## Història
La ciutat segons la llegenda fou fundada per Xiva fa 5000 anys però en realitat es creu que té uns 3000 anys. Al segle vi aC en temps de Buda era capital del regne de Kashi i ocupava el lloc de la moderna Sarnath. Durant 800 anys fou centre de budisme fins al segle iv quan va retornar en part a l'hinduisme. Al segle vii ja s'havia mogut cap a la riba del Barna, quan fou visitada pel peregrí xinès Xuanzang o Hwen Thsang que va informar que a la ciutat hi havies dues religions, el budisme i l'hinduisme, i hi havia 30 monestirs budistes i 100 temples hindús. El budisme va desaparèixer progressivament i la ciutat reconstruïda principalment a la seva posició actual, transferida des de la riba nord del Barna. A Vanarasi hi va viure Xankaratxarya, el gran enemic del budisme i campió dels hinduistes.
Les forces de Mahmud de Gazni la van atacar el 1033. El 1193 o 1194 fou conquerida per Muizz al-Din Muhammad, el virrei gúrida i els temples hindús foren destruïts però reconstruïts després pel poble. Al segle xvi amb Akbar el Gran hi va haver una època de tolerància religiosa però un rebrot antihindú vers 1600 va fer que altre cop es destruïssin temples i la ciutat fou rebatejada per un temps Mohammadâbâd. El principat de Kashi o Benarés es va formar després del 1737 però formalment no fou constituït com a regne protegit fins al 1910 (el seu primer maharajà fou coronat el 1911) amb capital a Ramnagar i sense jurisdicció sobre la ciutat de Vanarasi. Els successius maharajas de Benarés van residir (i encara resideixen) al fort de Ramnagarh prop de Varanasi, a l'est de la ciutat. La municipalitat es va formar el 1868.
El març del 2006 unes bombes van matar 20 persones al temple Sankat Mochan Hanuman i a l'estació, atemptat reivindicat pel grup islamista Lashkar-e-Kahab. El novembre del 2007 una bomba va esclatar a la cort civil i hi va morir altres 20 persones.

## Ghats
Benarés té un centenar de ghats (escales d'accés al riu, però considerades representacions còsmiques de l'enllaç amb el més enllà) alguns de privats i altres públics. En aquestos ghats la gent es banya al riu; alguns són lloc de cremació. A la vora del riu diversos crematoris incineren els difunts; els turistes poden passejar entre les restes humanes cremant.

## Temples

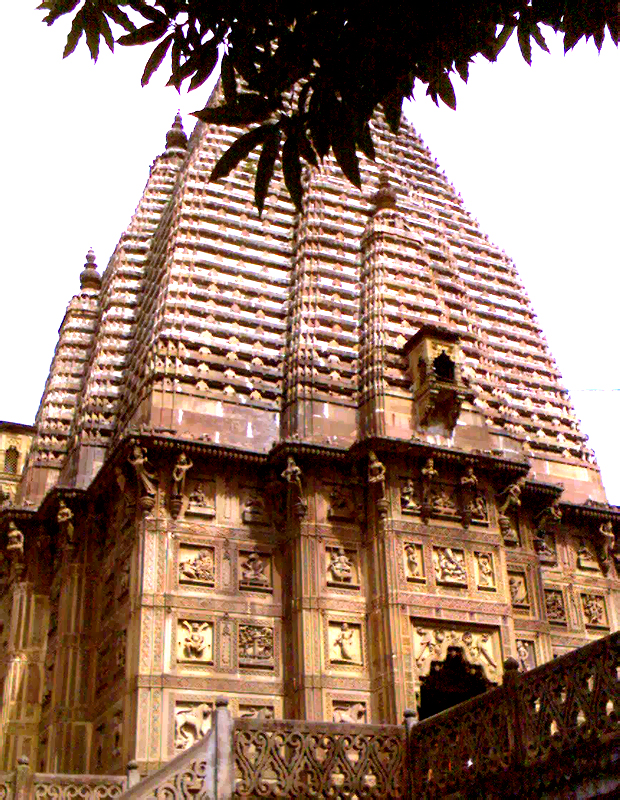
Durga Mandir (temple) a Ramnagar, Varanasi

- Temple de Vishwanath, conegut com a Temple Daurat, construït el 1780 per la maharani d'Indore. Objecte d'especials mesures de seguretat a causa dels atemptats. La seguretat és extrema amb els turistes però inexistent amb els locals que són els possibles autors dels atemptats.
- Temple de Durga o Temple del Mico, del segle xviii.
- Temple Sankat Mochan Hanuman.
- Temple Vishwanath o Birla Mandir.

## Cultura
La ciutat té quatre universitats: la Universitat hindú de Banaras, la Mahatma Gandhi Kashi Vidyapeeth, l'Institut Central d'Alts Estudis Tibetans i la Universitat Sampurnanand Sanskrit.

## Curiositats
A Varanasi hi ha una botiga on una vaca es va instal·lar, i s'ha quedat a residir permanentment a l'interior de la botiga els propietaris de la qual per respecte a l'animal sagrat no van fer res. És una curiositat pels turistes que quan van en direcció als ghats poden veure la vaca tombada al mig de la botiga.